# Cladopsammia manuelensis
Cladopsammia manuelensis is een rifkoralensoort uit de familie van de Dendrophylliidae. De wetenschappelijke naam van de soort is voor het eerst geldig gepubliceerd in 1966 door Chevalier.